# یوزف پلتیخا
یوزف پلتیخا (چکی: Josef Pleticha; ۱۰ فوریهٔ ۱۹۰۲ – ۶ ژانویهٔ ۱۹۵۱) بازیکن فوتبال اهل چکسلواکی بود.
از باشگاه‌هایی که در آن بازی کرده‌است می‌توان به باشگاه فوتبال اسلاویا پراگ اشاره کرد.
وی همچنین در تیم ملی فوتبال چکسلواکی بازی کرده‌است.